# Jean Athalarichos
Jean Athalarichos, aussi Athalaric,, At'alarik ou Atalarichus (grec moderne : Ἰωάννης Ἀθαλάριχος) était un fils illégitime de l'empereur byzantin du VIIe siècle Héraclius. En 637, il a pris part à un complot pour détrôner Héraclius et prendre le pouvoir.

## Biographie
Jean Athalarichos apparaît pour la première fois dans les sources en 622, quand il est envoyé, avec Étienne et Jean, les neveux d'Héraclius, dont il est le fils illégitime comme otage des Avars, pour renforcer l'accord de paix.
En 635 ou 637, plusieurs personnalités arméniennes, alors très influentes à Constantinople, considèrent que leurs intérêts seraient mieux servis sous un nouvel empereur. Ils choisissent Athalarichos pour remplacer son père. Parmi les autres personnes impliquées dans ce complot figurent le curopalate Varaztiros, le fils de Smbat IV Bagratouni, David Saharuni, un cousin d'Athalarichos et le magistros Théodore, un neveu d'Héraclius. Varaztirots planifie un coup d'État sans effusions de sang, dans lequel l'empereur serait contraint de s'exiler.
Ce plan n'est jamais exécuté car, au sein des conspirateurs, un informateur apprend à la cour impériale l'imminence de la rébellion d'Athalarichos. Dès qu'Héraclius reçoit confirmation de ce complot, il ordonne l'arrestation des personnes concernées. Ses conseillers lui recommandent de les exécuter mais, selon l'historien Sébéos, Héraclius aurait dit : « Puisque vous avez fait comme vous avez fait, avec égards pour moi et que vous ne vouliez pas plonger vos mains dans mon sang et celui de mes fils, je ne le ferai pas non plus pour le vôtre et celui de vos fils. Allez là où je vous ordonne et je ferai preuve de pitié à votre égard ». 
S'il épargne les vies des comploteurs, Héraclius ordonne l'amputation de leur nez et de leurs mains. En outre, Athalarichos est exilé à Prinkipo, l'une des îles des Princes. Théodore subit le même traitement mais il est envoyé à Gaudomelete (peut-être l'actuelle île de Gozo) et subit l'amputation d'une de ses jambes.
Selon Christian Settipani, il fut le père d'Anastasia, femme de son petit-neveu l'empereur Constantin IV.

## Sources
- (en) Peter Charanis, Ethnic Changes in the Byzantine Empire in the Seventh Century, vol. 13, Trustees for Harvard University, 1959 (ISSN 0070-7546, JSTOR 1291127), chap. 1, p. 23–44
- (en) Walter Emil Kaegi, Heraclius : emperor of Byzantium, Cambridge/New York, Cambridge University Press, 2003, 2003e éd., 359 p. (ISBN 978-0-521-81459-1 et 0-521-81459-6, lire en ligne)
- (en) Cyril Mango, Nikephoros, Patriarch of Constantinople: Short History, Dumbarton Oaks, 1990 (ISBN 0-88402-184-X)
- (en) John R. Martindale, A.H.M. Jones et John Morris, The Prosopography of the Later Roman Empire : volume III, AD 527–641, Cambridge (GB), Cambridge University Press, 1992, 1575 p. (ISBN 0-521-20160-8)